# Động đất El Salvador 2012
Động đất El Salvador 2012 là trận động đất xảy ra vào lúc 22:37 (CST), ngày 26 tháng 8 năm 2012. Trận động đất có cường độ 7.3 richter, tâm chấn độ sâu khoảng 16 km. Hậu quả trận động đất đã làm hơn 40 người bị thương.